# Alexandre Moos
Pour les articles homonymes, voir Moos.
Alexandre Moos est un coureur cycliste suisse, né le 22 décembre 1972 à Miège en Valais. Il est professionnel de 1996 à 2010. Il prend sa retraite à l'issue du Tour de Suisse 2010.

## Biographie
Il arrête sa carrière de coureur fin 2012, après 2 ans chez BMC Mountain bike Racing Team dont il devient entraîneur. Il  a notamment sous ses ordres en 2013 Julien Absalon et Moritz Milatz.

## Palmarès sur route

### Par années
- 1994
  - Grand Prix du Faucigny
- 1995

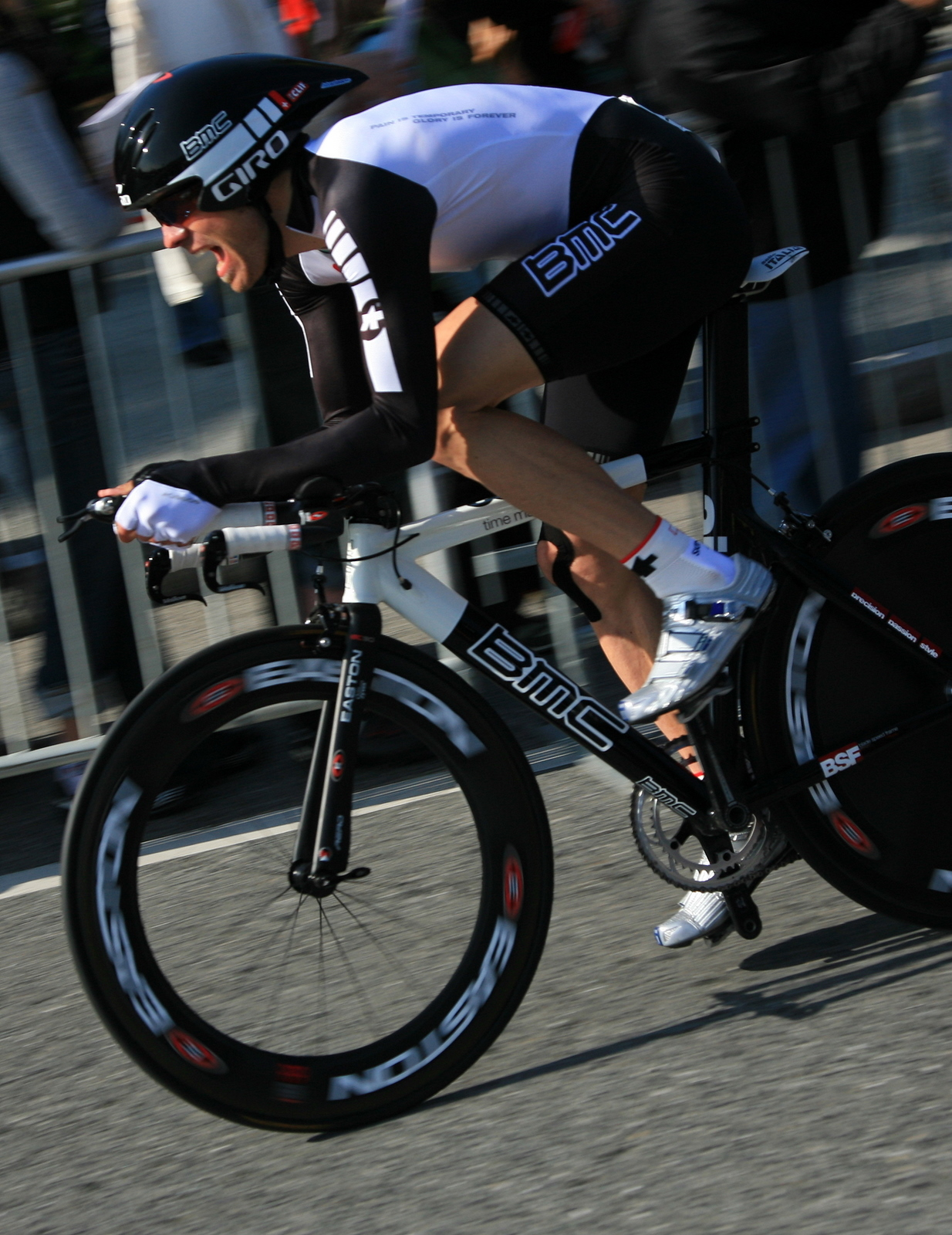
Alexandre Moos lors du Prologue du Tour de Californie 2008.

  - 3e du championnat de Suisse de la montagne
- 1996
  - Prologue du Tour du Portugal (contre-la-montre par équipes)
- 1998
  - 2e du championnat de Suisse de la montagne
- 2000
  - Silenen-Amsteg-Bristen
- 2001
  - Giro del Mendrisiotto
- 2002
  -  Champion de Suisse sur route
  - 6e étape du Tour de Suisse
  - 7e du Tour de Romandie
- 2003
  - 5e du Tour de Romandie
- 2004
  - 3e étape du Tour de Romandie
  - 6e du Tour de Romandie
- 2005
  - Grand Prix du canton d'Argovie
  - 2e du championnat de Suisse sur route
  - 6e du Tour de Romandie
- 2006
  - 8e du Tour de Romandie
- 2011
  -  Champion de Suisse de la montagne[2]

### Résultats sur les grands tours

#### Tour de France
2 participations
- 2005 : 42e
- 2006 : 97e

#### Tour d'Italie
3 participations
- 1997 : 72e
- 2002 : 51e
- 2004 : 27e

#### Tour d'Espagne
1 participation
- 1998 : abandon

### Classements mondiaux
| Année              | 2005 | 2006 | 2007 | 2008 |
| ------------------ | ---- | ---- | ---- | ---- |
| Classement ProTour | 97e  | 113e |      |      |
| UCI America Tour   |      |      | 315e | 254e |
| UCI Europe Tour    |      |      |      | 877e |

## Palmarès en cyclo-cross
- 2006/2007
  - 2e du championnat de Suisse de cyclo-cross
- 2007/2008
  - Int. Radquer, Dagmersellen

## Palmarès en VTT
- 2009
  -  Champion de Suisse de cross-country marathon
  - Vainqueur du Grand Raid
- 2012
  - vainqueur du Grand Raid